# Rubio
Rubio é uma cidade venezuelana, capital do município de Junín.
Rubio é a terra natal do ex-político e ex-presidente da Venezuela Carlos Andrés Pérez.